# Charles Devens
Charles Devens (Charlestown, 4 aprile 1820 – Cambridge, 7 gennaio 1891) è stato un politico e generale statunitense.

## Biografia
Fu il 36º procuratore generale degli Stati Uniti durante la presidenza di Rutherford Hayes (19º presidente).
Studiò al Boston Latin School e al Harvard College. Fu colonnello della Fanteria dello stato del Massachusetts e venne ferito in guerra nella battaglia di Ball's Bluff durante la guerra di secessione americana, per meriti fu promosso a generale di brigata.
Alla sua morte il corpo venne seppellito al Mount Auburn Cemetery.